# Благовещенка (Павлодарская область)
Благовещенка (каз. Благовещенка) — упразднённое село в Теренкольском районе Павлодарской области Казахстана. Упразднено в 2017 году. Входило в состав Октябрьского сельского округа. Код КАТО — 554859200.

## Население
В 1999 году население села составляло 267 человек (136 мужчин и 131 женщина). По данным переписи 2009 года в селе проживало 205 человек (102 мужчины и 103 женщины).